# Kenny Wooten
Kenneth Wooten Jr. (Stockton, 17 april 1998) is een Amerikaans basketballer.

## Carrière
Wooten speelde van 2017 tot 2019 collegebasketbal voor de Oregon Ducks. In de NBA draft van 2019 werd hij niet gekozen maar hij speelde wel in de NBA Summer League voor de New York Knicks. Hij tekende nadien ook een contract bij de Knicks maar dat werd in oktober 2019 ontbonden. Hij tekende daarop voor hun opleidingsploeg de Westchester Knicks. In januari 2020 tekende hij een two-way contract bij de Knicks waardoor hij ook opnieuw bij de Westchester Knicks speelde. In november 2020 werd zijn contract ontbonden.
Hij tekende daarop bij de Houston Rockets maar ging spelen voor de Rio Grande Valley Vipers nadat de Rockets zijn contract ontbonden. In april 2021 tekende hij bij de Belgische eersteklasser BC Oostende en werd met hen landskampioen. Hij speelde in de zomer van 2021 in de NBA G League voor de Minnesota Timberwolves en Sacramento Kings. In augustus 2021 tekende hij in Israël bij Ironi Ness Ziona BC maar vertrok alweer in september 2021. In oktober 2021 tekende hij bij de Maine Celtics maar in februari 2022 geraakte hij geblesseerd voor de rest van het seizoen. In oktober 2022 werd hij geruild naar de Raptors 905 samen met Jaysean Paige voor de rechten van Josh Hall en een draftpick. Hij speelde bij hen tot in januari 2023. Hierna tekende hij nog bij de Salt Lake City Stars maar ook hier werd zijn contract weer ontbonden.
Wooten tekende in november 2023 bij het Hongaarse Atomerőmű SE waar hij de rest van het seizoen speelde. In november 2024 tekende hij in Mongolië bij Ulaanbaatar TLG waar hij speelde tot het einde van februari 2025. Hij tekende in januari 2025 al bij het Libanese Homentmen Beirut maar maakte halverwege maart de overstap naar reeksgenoot Al Markaziyya Jounieh.

## Erelijst
- Belgisch landskampioen: 2021
- NBA G League All-Defensive Team: 2020